# Caranx
Il genere Caranx comprende 18 specie di pesci d'acqua salata, appartenenti alla famiglia Carangidae.

## Distribuzione e habitat
I membri di questo genere si incontrano in tutti i mari caldi o temperati caldi. Nel mar Mediterraneo sono presenti 3 specie, non comuni in Italia:
- Caranx hippos, o carango cavallo
- Caranx crysos, o carango dorato
- Caranx rhonchus, o carango ronco

Le abitudini di vita di questi pesci sono sempre pelagiche ma con modalità assai diverse tra le specie, alcune infatti sono costiere e frequentano anche le lagune coralline, mentre altre sono frequentano il mare aperto ed altre sono comuni solo ad alcune centinaia di metri di profondità.

## Descrizione
Questi pesci hanno aspetto variabile ma hanno sempre un corpo ovale molto compresso lateralmente, occhio grande e bocca dotata di un vistoso osso sopramascellare. La linea laterale forma una brusca curva nella parte posteriore, a partire dalla quale è ricoperta di squame ingrandite (scudetti). Peduncolo caudale potente senza pinnule, pinna caudale ampia e falcata. Le pinne dorsali sono due, la prima corta con raggi spinosi, la seconda più lunga e simmetrica alla pinna anale. Le pinne pettorali sono grandi o molto grandi, appuntite.

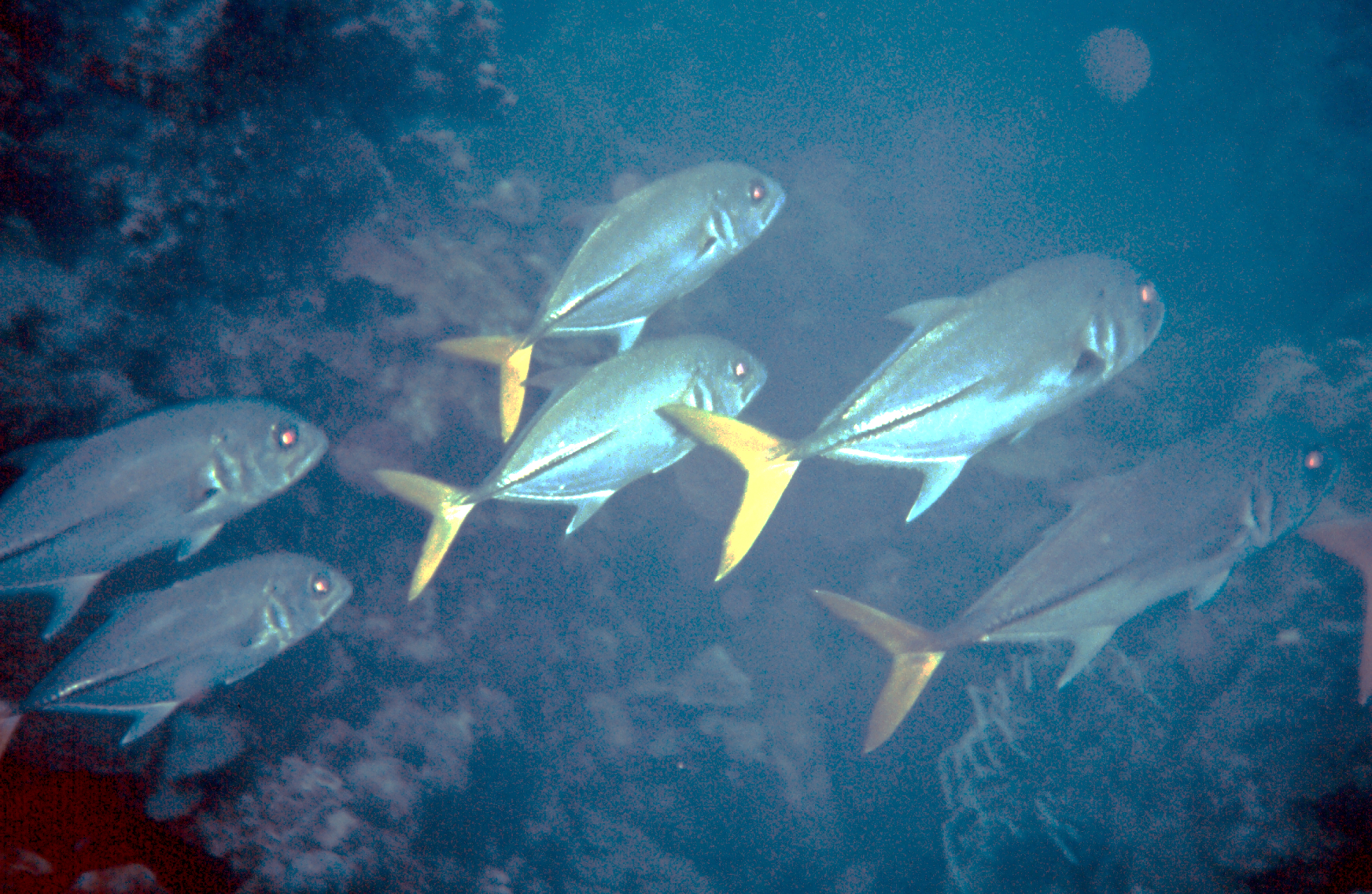
Caranx hippos

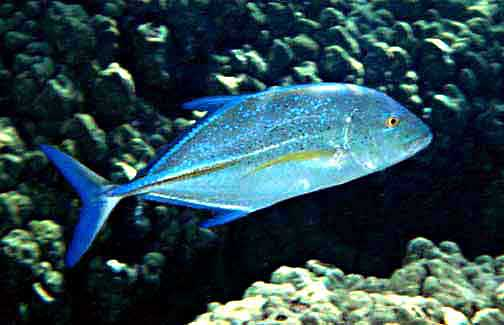
Caranx melampygus

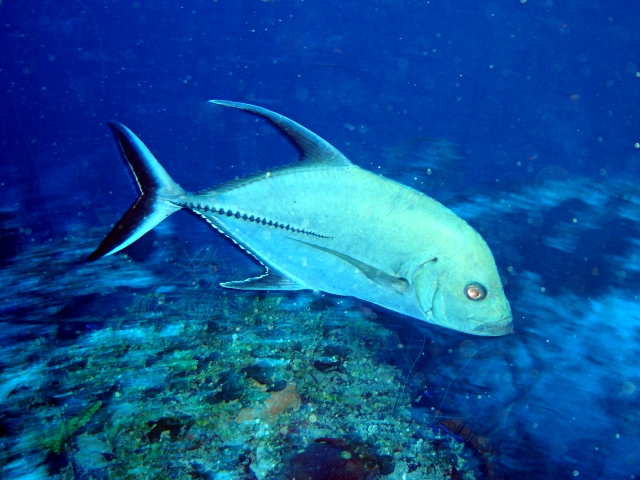
Caranx lugubris

## Specie
- Caranx bucculentus (Alleyne and Macleay, 1877)
- Caranx caballus (Günther, 1868)
- Caranx caninus (Günther, 1867)
- Caranx crysos (Mitchill, 1815)
- Caranx fischeri (Smith-Vaniz & Carpenter, 2006)
- Caranx heberi (Bennett, 1830)
- Caranx hippos (Linnaeus, 1766)
- Caranx ignobilis (Forsskål, 1775)
- Caranx latus (Agassiz in Spix & Agassiz, 1831)
- Caranx lugubris (Poey, 1860)
- Caranx melampygus (Cuvier in Cuvier & Valenciennes, 183)
- Caranx papuensis (Alleyne & Macleay, 1877)
- Caranx rhonchus (Geoffroy Saint-Hilaire, 1817)
- Caranx sansun (Forsskål, 1775)
- Caranx senegallus (Cuvier in Cuvier & Valenciennes, 1833)
- Caranx sexfasciatus (Quoy & Gaimard, 1825)
- Caranx tille (Cuvier in Cuvier & Valenciennes, 1833)
- Caranx vinctus (Jordan & Gilbert, 1882)